# Geschiedenis van de Joden in Bulgarije

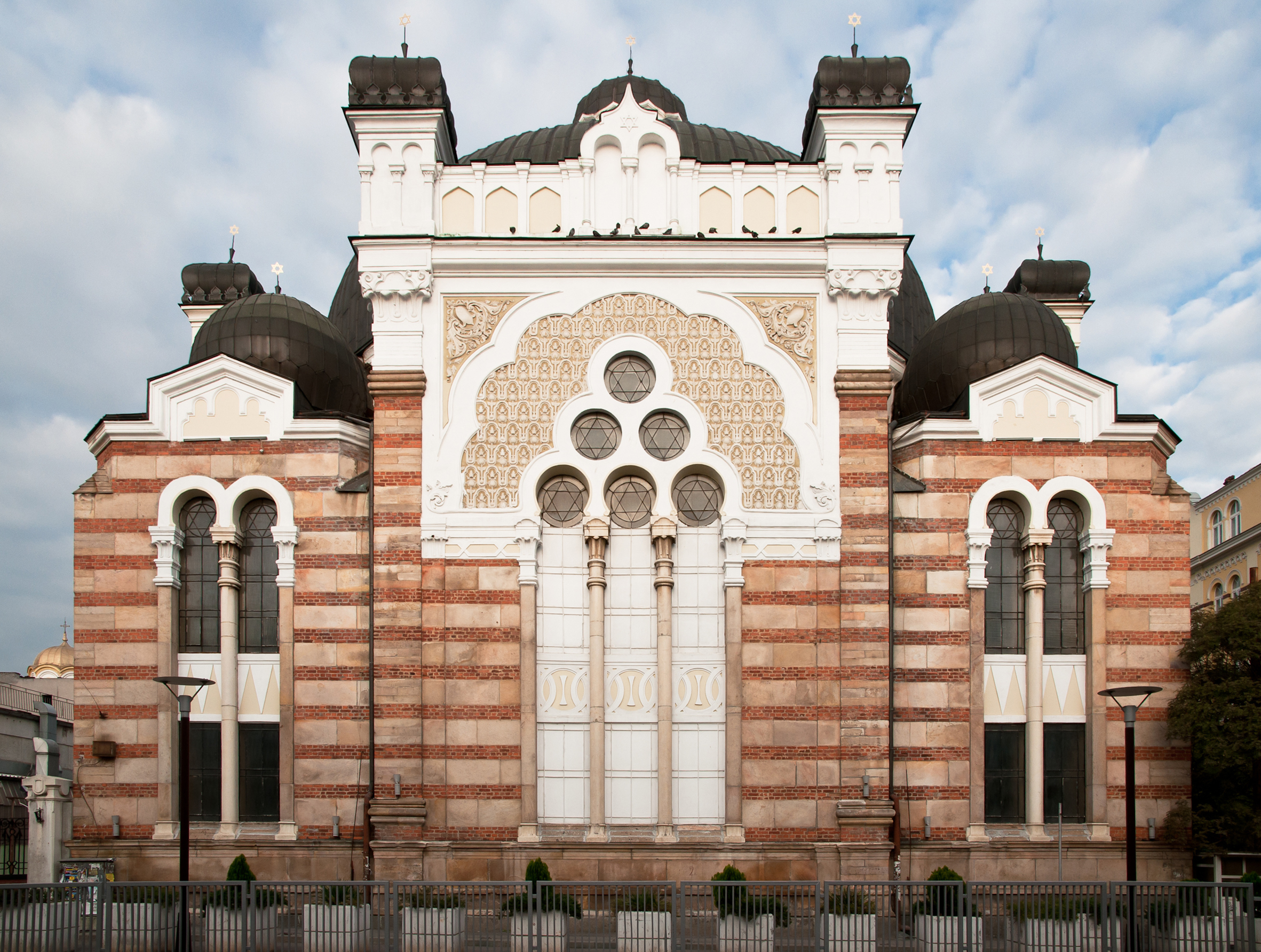
Synagoge in Sofia

De geschiedenis van de Joden in Bulgarije (Bulgaars: История на евреите по българските земи) gaat meer dan 2000 jaar terug. Joden zijn sinds de 2e eeuw v.Chr. aanwezig op het Bulgaarse grondgebied en hebben vaak een belangrijke rol gespeeld in de geschiedenis van Bulgarije.

## Het Romeinse Rijk
Een decreet van Romeinse keizer Theodosius I uit het jaar 379, betreffende de vervolging van Joden en de vernietiging van synagogen in Illyria en Thracië, is een bewijs van vroege Joodse aanwezigheid in Bulgarije.

## Het Bulgaarse Rijk

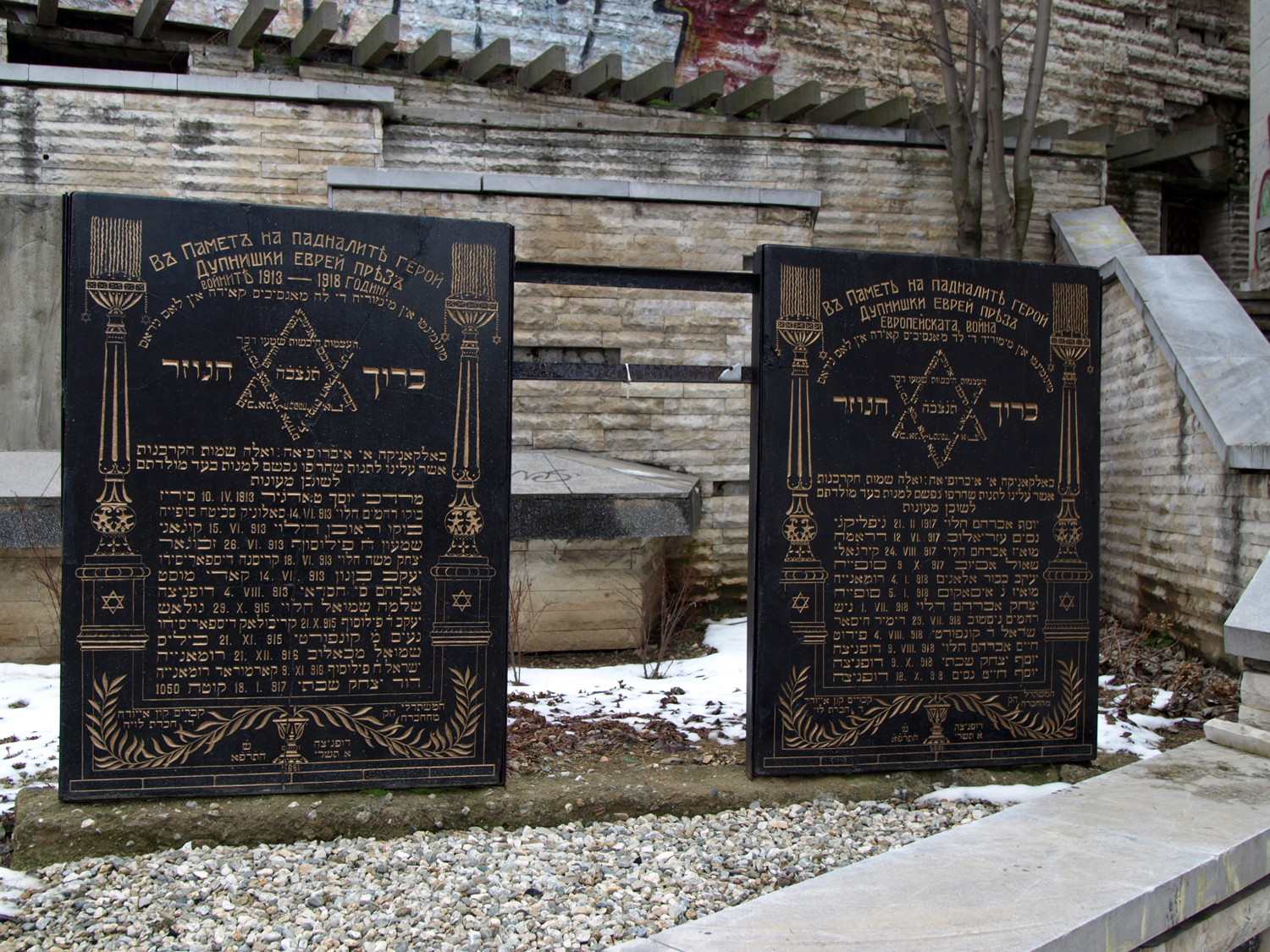
Gedenkteken voor Joodse slachtoffers tijdens de Balkanoorlogen

Na de oprichting van het Eerste Bulgaarse Rijk en de erkenning daarvan in 681, hebben een aantal Joden die vervolgd werden in het Byzantijnse Rijk zich hier gevestigd. In 967 vestigden zich ook Joodse families in de stad Nikopol. Deze joden kwamen vanuit de Republiek Ragusa en Italië in Bulgarije wonen. Zij waren vooral handelaren die van Ivan Asen II handel mochten drijven in het Tweede Bulgaarse Rijk. Later trouwde tsaar Ivan Alexander met een joodse vrouw, Sarah (omgedoopt tot Theodora), die zich had bekeerd tot het christendom en aanzienlijke invloed had in de rechtbank. In 1352 beval de kerkenraad de verdrijving van Bulgarije door Joden voor "ketterse activiteit", hoewel dit besluit niet strikt werd toegepast. Er volgden fysieke aanvallen op joden. In één geval werden drie Joden die ter dood waren veroordeeld door een menigte gedood, ondanks het feit dat de straf door de tsaar was ingetrokken.
De middeleeuwse Joodse bevolking van Bulgarije was Sefardisch tot de 14e tot 15e eeuw, totdat Asjkenazische joden uit Hongarije en andere delen van Europa begon te arriveren eind veertiende eeuw.

## Ottomaanse Rijk
In de 17e eeuw werden de ideeën van Sjabtai Tsvi populair in Bulgarije, en aanhangers van zijn beweging, zoals Nathan van Gaza en Samuel Primo, waren actief in Sofia. Joden bleven zich in verschillende delen van het land vestigen (inclusief in nieuwe handelscentra zoals Pazardzjik), en konden hun economische activiteiten uitbreiden vanwege de voorrechten die ze kregen en vanwege de verbanning van veel handelaren uit de Republiek Ragusa die hadden deelgenomen aan de Tsjiprovtsi-opstand van 1688.

## Tweede Wereldoorlog

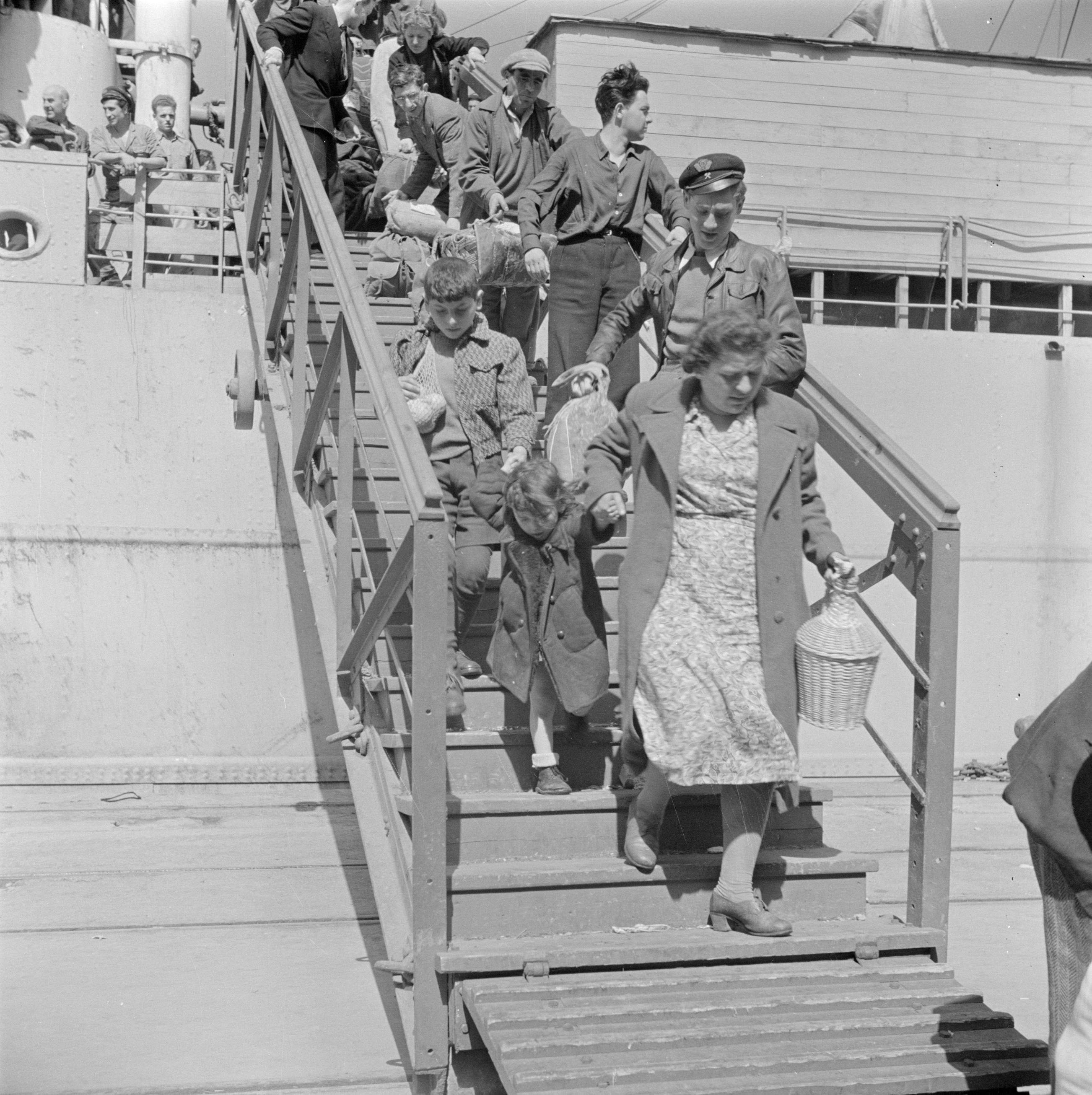
Joodse emigranten (oliem) uit Bulgarije arriveren in Israël (1948-1949)

Vanaf juli 1940 begonnen de Bulgaarse autoriteiten een discriminerend beleid tegen joden in te stellen. In december 1940 gingen 352 leden van de Bulgaars-Joodse gemeenschap aan boord van de S.S. Salvador in Varna op weg naar Palestina. De boot zonk 100 meter van de kust van Silivri, ten westen van Istanboel. Zo’n 223 passagiers verdronken hierbij. De helft van de overlevenden werd teruggestuurd naar Bulgarije, terwijl de rest aan boord van de Darien II mocht komen, maar door de Britse mandaatautoriteiten gevangen werd gezet in Atlit.
In maart 1941 ging het Koninkrijk Bulgarije akkoord met de eisen van het Reichssicherheitshauptamt. In de nasleep van de Wannseeconferentie verzochten Duitse diplomaten, in het voorjaar van 1942, aan het Koninkrijk om alle joden op het Bulgaarse grondgebied in hechtenis te nemen. In hetzelfde jaar hebben het Bulgaarse parlement en tsaar Boris III de ‘Wet ter bescherming van de Natie’ vastgesteld, die tal van wettelijke beperkingen oplegde aan joden in Bulgarije. In het bijzonder verbood de wet joden om te stemmen, zich kandidaat te stellen, in overheidsfuncties te werken, in het leger te dienen, te trouwen of samen te wonen met etnische Bulgaren, Bulgaarse namen te gebruiken of landelijke grond te bezitten. Autoriteiten begonnen alle radio's en telefoons die eigendom waren van Joden in beslag te nemen en Joden moesten een eenmalige belasting betalen van 20 procent van hun vermogen. De wetgeving stelde ook quota vast die het aantal joden aan Bulgaarse universiteiten beperkten. De wet werd niet alleen geprotesteerd door joodse leiders, maar ook door de Bulgaars-Orthodoxe Kerk en enkele professionele organisaties.
In de winter van 1943 hebben de Bulgaarse autoriteiten regelingen getroffen met het Reichssicherheitshauptamt om de eerste golf van geplande deportaties, gericht op Joden in Sofia (zo’n 8.000 personen) en de door Bulgarije bezette gebieden van Thracië, Macedonië en Pirot (ongeveer 13.000 personen). In de eerste helft van maart 1943 werden de Joden in de bezette gebieden vervoerd naar doorgangskampen. Aan de vooravond van de geplande deportaties heeft de Bulgaarse regering navraag gedaan naar de bestemming van de gedeporteerden en verzocht om vergoeding van de kosten van deportatie. De Duitse vertegenwoordigers gaven aan dat de gedeporteerden gebruikt zouden worden als arbeiders in militaire- en landbouwprojecten. Nazi-Duitsland betaalde 7.144.317 leva voor de deportatie van 3.545 Joodse volwassenen en 592 kinderen richting het vernietigingskamp Treblinka. Verder werden er 4.500 Joden uit West-Thracië en Oost-Macedonië gedeporteerd naar bezette gebieden in Polen en 7.144 Joden uit Vardar en Pomoravlje werden naar Treblinka gestuurd. 

## Huidige situatie
Tegenwoordig leven de meeste Bulgaarse Joden in Israël. Volgens de volkstelling van 2011 leefden er 1.162 etnische Joden in Bulgarije, terwijl dit er in 1992 nog 3.461 waren. Volgens statistieken van de Israëlische overheid emigreerden tussen 1948 en 2006 zo’n 43.961 mensen van Bulgarije naar Israël, waardoor de Bulgaarse Joden de op drie na grootste groep immigranten zijn die uit een Europees land zijn gekomen (na de Sovjet-Unie, Roemenië en Polen). De overgebleven Bulgaarse Joden wonen vooral in Sofia (892 personen) en Plovdiv (161 personen). De meeste Joden zijn geassimileerd in de Bulgaarse samenleving. De meest gesproken taal onder Bulgaarse Joden is het Bulgaars (79%), gevolgd door het Hebreeuws (11%) en het Russisch (5%). Het Ladino wordt nauwelijks gesproken onder Bulgaarse Joden, terwijl deze taal in de twintigste eeuw de belangrijkste taal van de Joodse inwoners was.
| Jaar         | 1880   | 1900   | 1920   | 1934   | 1946   | 1956  | 1965  | 1992  | 2001  | 2011  |
| Aantal Joden | 18.519 | 33.661 | 43.209 | 48.565 | 44.209 | 6.027 | 5.108 | 3.462 | 1.363 | 1.162 |

## Bekende Bulgaarse Joden
- Elias Canetti (1905–1994), schrijver
- Pancho Vladigerov  (1899-1978), componist
- Alexis Weissenberg (1929–2012), pianist
- Vesko Eschkenazy (1970), violist
- Yehuda Levi (1979), Israëlische acteur en model